# Góry Nazarowskie
Góry Nazarowskie (ros.: Назаровский хребет, Nazarowskij chriebiet) – pasmo górskie w azjatyckiej części Rosji, na południu Kraju Krasnojarskiego, część łańcucha Sajanu Zachodniego. Rozciąga się na długości ok. 35 km. Najwyższy szczyt pasma ma wysokość 1642 m n.p.m. Góry zbudowane są z łupków chlorytowych, poprzecinanych na północy intruzjami granitowymi. Zbocza pokryte są lasami sosnowo-świerkowo-jodłowymi.